# Microdiaptomus cokeri
Microdiaptomus cokeri är en kräftdjursart som beskrevs av Osorio-Tafall 1942. Microdiaptomus cokeri ingår i släktet Microdiaptomus och familjen Diaptomidae. Inga underarter finns listade i Catalogue of Life.